# Dyrekøbt Venskab
Dyrekøbt Venskab er en dansk stum melodramafilm fra 1913 produceret af Nordisk Films Kompagni og instrueret af August Blom efter manuskript af Bernhard Holz. Filmen er et trekantsdrama mellem to nære venner, der er forelskede i den samme kvinde. Hovedrollerne spilles af Robert Dinesen, Henry Seemann og Else Frölich.
Filmen havde dansk premiere den 7. august 1913 i Kosmorama i København og blev i tysktalende lande distribueret som Der Schwur des Schweigens, i engelsktalende lande som Dearly Purchased Friendship og i fransktalende lande som Une Amitié chére.

## Handling
To unge officerer er uadskillelige venner trods deres forskelligheder. Udo er retskaffen og pligtopfyldende, men Ralf har smag for det magelige klubliv, dets drikkerier og ikke mindst kortspil. Udo advarer Ralf, men Ralf vil ikke lytte og taber mange penge i spil. På et tidspunkt er han så desperat, at han mærker kortene, hvilket Uno opdager, men af hensyn til deres venskab afslører han ikke Ralf. Uno er hemmeligt forlovet med oberstens datter Alice, som Ralf også møder, og bliver forelsket i, og han tiltvinger sig et kys. Det udvikler sig til en konflikt, og Ralf udfordrer Uno til en duel. Uno vil dog ikke duellere mod Ralf, og Ralf indstævner derfor Uno for en æresret, men Uno nægter fortsat at duellere. Hans kammarater tror, at det er fejhed, men Uno vil ikke duellere, da hans ven er en falskspiller, en æresløs pjalt, som han ikke vil duellere med. Alice finder et brev, som Uno har skrevet til Ralf med forklaringen på, at han ikke vil duellere, og Alice giver brevet til æresretten. Da æresretten ser brevet, giver obersten en pistol til Ralf og beder ham gøre sin pligt. Ralf forlader lokalet, og Uno beder obersten om Alices hånd, hvilket obersten giver. Der lyder et skud - Ralf har gjort sin pligt.

## Medvirkende
- Thorkild Roose - Oberst von Branner
- Robert Dinesen - Ralf, officer
- Henry Seemann - Udo, officer
- Else Frölich - Alice, von Branners datter
- Egill Rostrup
- Svend Bille